# 김가희 (가수)
김가희는 대한민국의 가수로, 전 2NB 멤버이다. 
현재는 숲코리아 BJ로 
화/수/금/토/일 오후 9시~1시까지방송한다.
휴방:월목

## 경력
- 2002년 5월 21일 1집 앨범 First Story 데뷔
- 2006~2007년 그룹 2NB 멤버
- 2010년 구피 객원 보컬
- 2010년 11월 9일 아프리카TV BJ
- 2011년 그룹 '바나나 스멜'

## 음반 목록

#### 정규 앨범
- 2002년 5월 21일 : 정규 음반 《First Story》 / 김현주
- 2007년 2월 6일 : 정규 음반 《눈시울》 / 2NB

#### 싱글
- 2006년 3월 31일 : 싱글 《첫번째 향기》 / 2NB
- 2006년 9월 15일 : 싱글 《지금은 연애중...》 / 2NB
- 2006년 11월 3일 : 싱글 《눈감아 줄게요》 / 2NB
- 2006년 12월 12일 : 싱글 《손난로》 / 2NB
- 2007년 6월 7일 : 싱글 《여자이니까 (Remake)》 / 2NB
- 2009년 8월 3일 : 싱글 《사랑을 놓치다》 / 김가희, Panda
- 2010년 7월 19일 : 싱글 《Return》 / 김가희
- 2010년 9월 27일 : 싱글 《Sweet Love》 / 김가희
- 2011년 1월 7일 : 싱글 《Ice Cream & Chou Cream》 / 바나나 스멜
- 2011년 3월 8일 : 싱글 《헤어지나요》 / 김가희
- 2011년 6월 20일 : 싱글 《좋아》 / 바나나 스멜
- 2012년 9월 18일 : 싱글 《Play2scan Project No.1 '내가 될까봐'》 / 김가희

#### 참여 앨범
- 2007년 5월 4일 : 정규 음반 《World Is Yours (feat. Untouchable & 2nb)》 / 이재원
- 2010년 8월 31일 : EP 《Unplugged Soul》 / 구피
- 2010년 11월 29일 : 싱글 《Kingkong Carol (킹콩캐럴) Pt.2》 / 신건
- 2010년 12월 20일 : 싱글 《처음》 / 일회용
- 2016년 3월 22일: 싱글 《퍼즐》 / 리쥐

#### 참여 음원
- 2013년 8월 22일: 한 여름밤의 꿈, Lovely day - 《모두의 밴드》 / 김가희

## 작사 한 곡
- Show Me Your Love - 《First Story》 / 김현주
- 그대만 보여요 (Feat. T.O.P) - 《로드무비》 / 지아
- 사랑만 알아서 - 《로드무비》 / 지아
- 사랑에 미쳐서 - 《Orchestra》 / 지아
- 너에게 바치는 멜로디 - 《메이킹 러브》 / 강은비
- 사랑을 놓치다 - 《사랑을 놓치다》 / 김가희, Panda
- 하늘에 날려봐 - 《메가스터디 박지향 선생의 2009 사기충전 Everything Is On Your Side》
- 희재 Part.2 - 《Dear My Lover》 / 디셈버
- 말해요 - 《Dear My Lover》 / 디셈버
- 사랑아 사랑아 - 《Dear My Lover》 / 디셈버
- Special Love - 《Special Love (Single)》 / Panda
- 바보처럼 운다 - 《바보처럼 운다 (Digital Single)》 / 박성호(빅 바운스), 박정은
- 하늘 땅 만큼 - 《하늘 땅 만큼 (Digital Single)》 / 지애
- 싫증내지 마요 - 《Return (Digital Single)》 / 김가희
- 사랑은 사치다 - 《사랑은 사치다》 / 박정은
- 니가 제일 좋아 - 《Sweet Love (Single)》 / 김가희
- 괜찮아요 - 《A Story To The Sky》 / 디셈버
- 그대만 보여요 (Part.2) - 《A Story To The Sky》 / 디셈버
- 잔소리 - 《A Story To The Sky》 / 디셈버
- 말해요 (희재 Part.3) - 《A Story To The Sky》 / 디셈버
- 두근두근 크리스마스 - 《Kingkong Carol (킹콩캐럴) Pt.2》 / 신건
- 헤어지나요 - 《헤어지나요 (Single)》 / 김가희
- Ice Cream & Shou Cream - 《Ice Cream & Shou Cream (Single)》 / 바나나 스멜
- 내가 될까봐 - 《Play2scan Project No.1 '내가 될까봐'》 / 김가희